# 萊馬斯特斯海崖
萊馬斯特斯海崖（英語：Lemasters Bluff），是南極洲的海崖，位於維多利亞地的彭內爾海岸，處於萊肯山東端，美國地質調查局根據測量和該國海軍的空中照片繪入地圖，現時由南極條約體系管理。